# Fluidoplaste
Fluidoplaste sind  makromolekulare Stoffe – wie Silikonöle –, die bei Raumtemperatur aufgrund ihrer schwachen Dispersionskräfte noch flüssig sind. Es handelt sich dabei um kurzkettige Makromoleküle, die häufig mehrere Methylgruppen enthalten.